# Mongollilja
Mongollilja (Lilium pensylvanicum) är en liljeväxtart som beskrevs av Ker Gawl. Enligt Catalogue of Life ingår Mongollilja i släktet liljor och familjen liljeväxter, men enligt Dyntaxa är tillhörigheten istället släktet liljor och familjen liljeväxter. Arten har ej påträffats i Sverige. Inga underarter finns listade.

## Bildgalleri

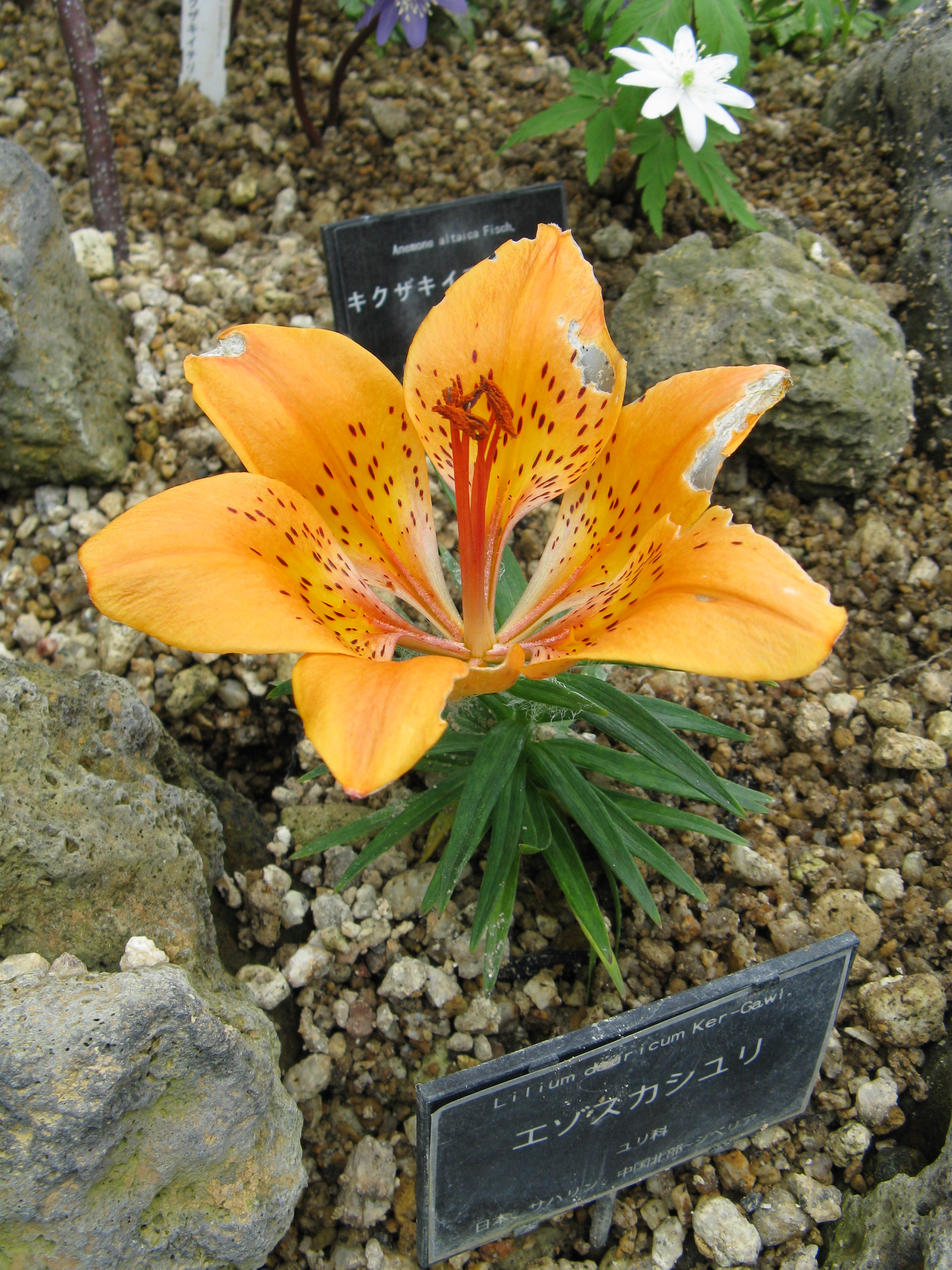
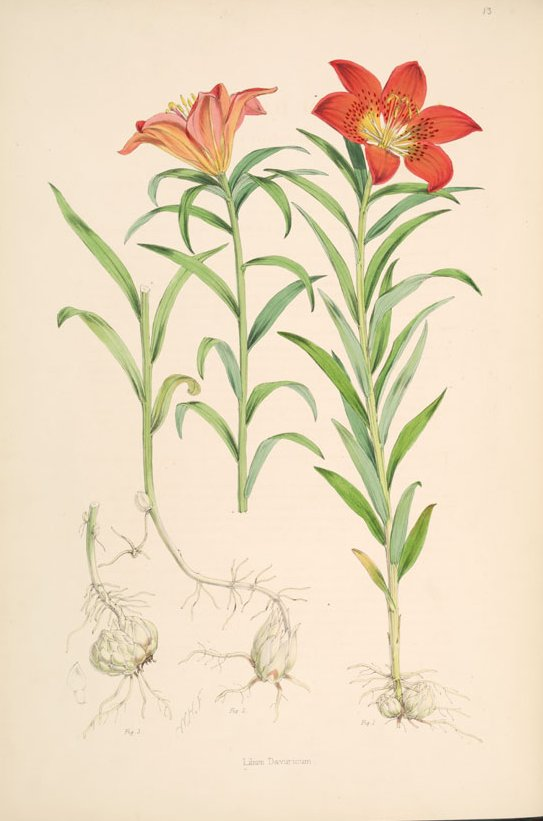
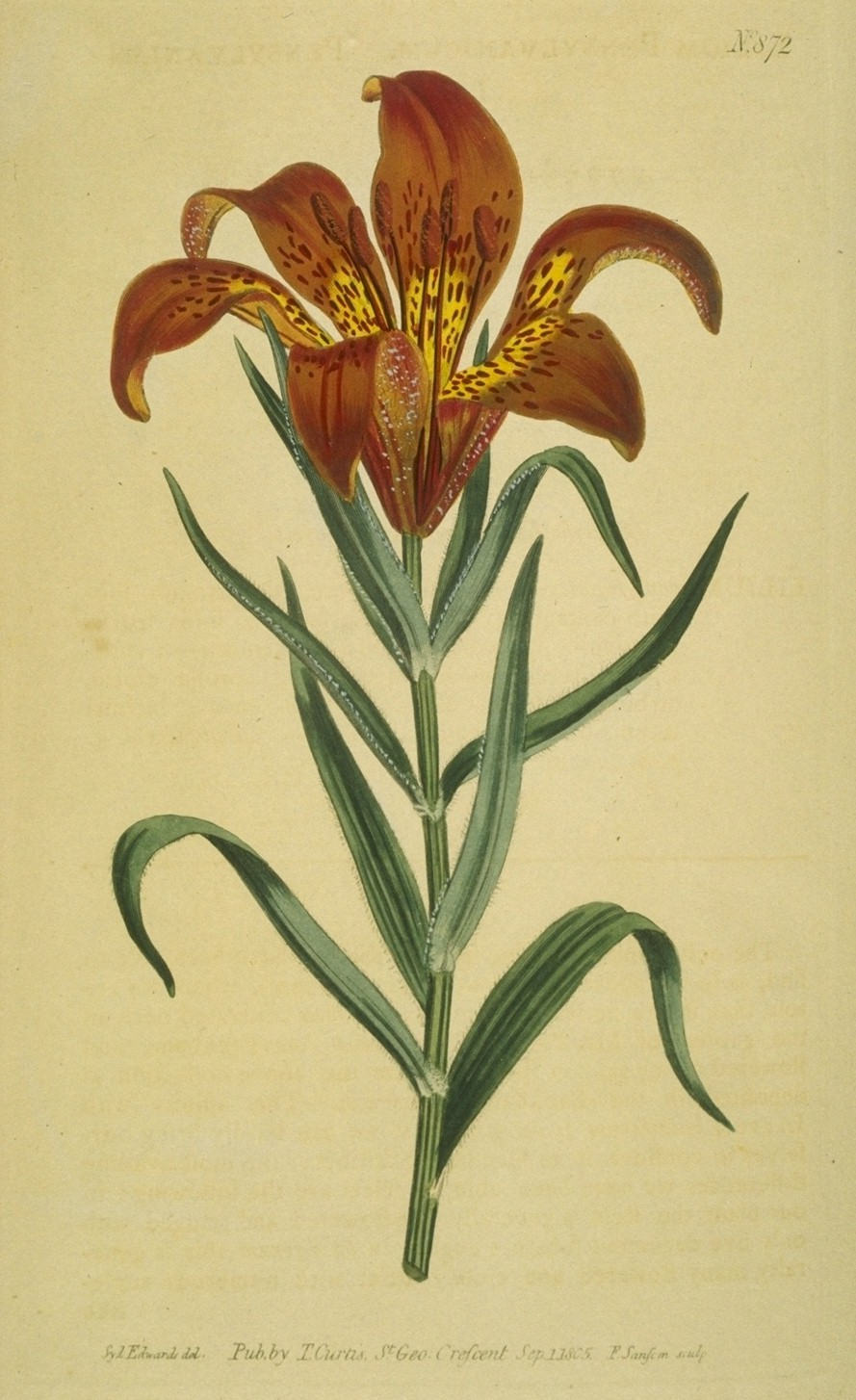
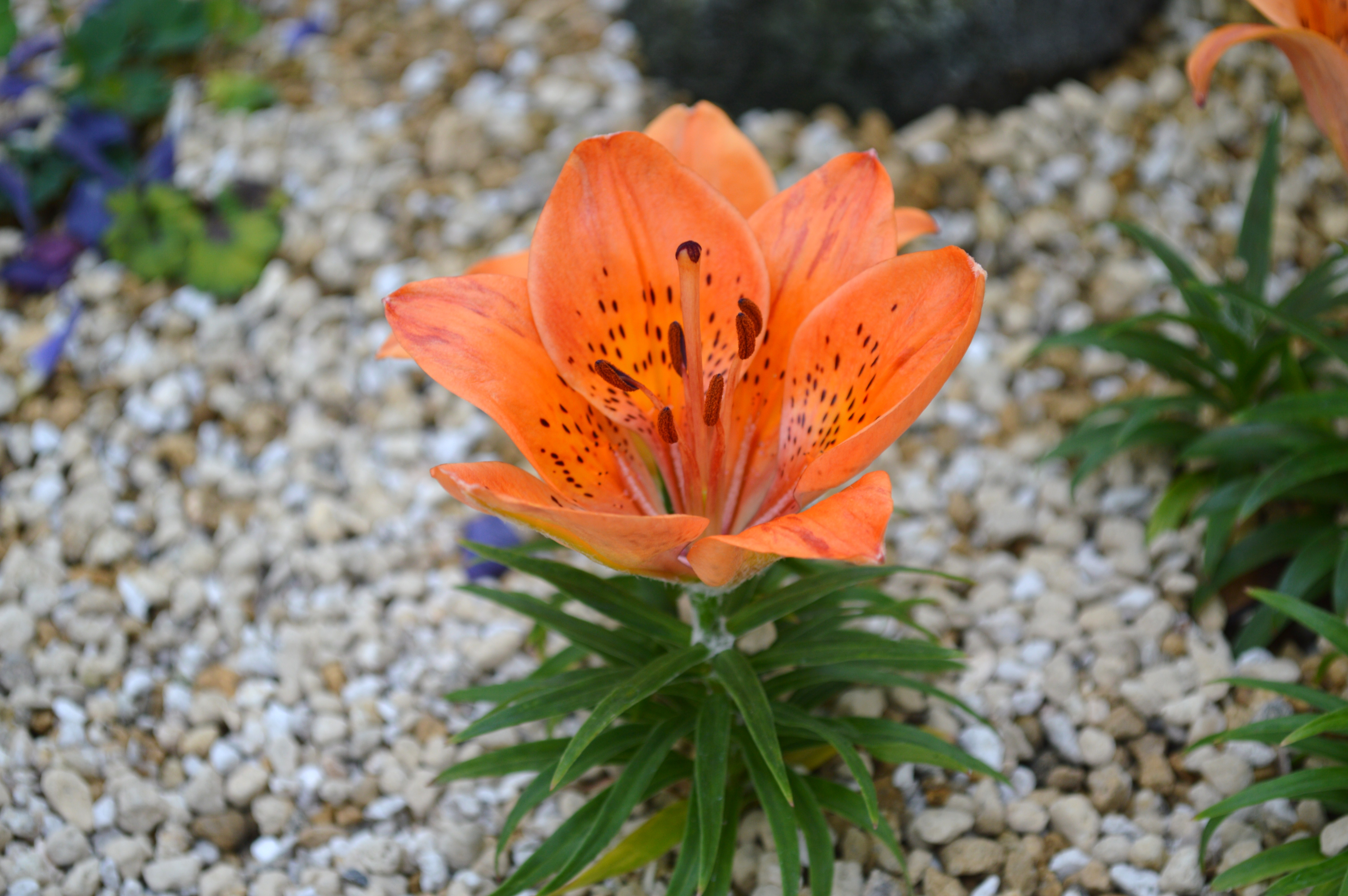
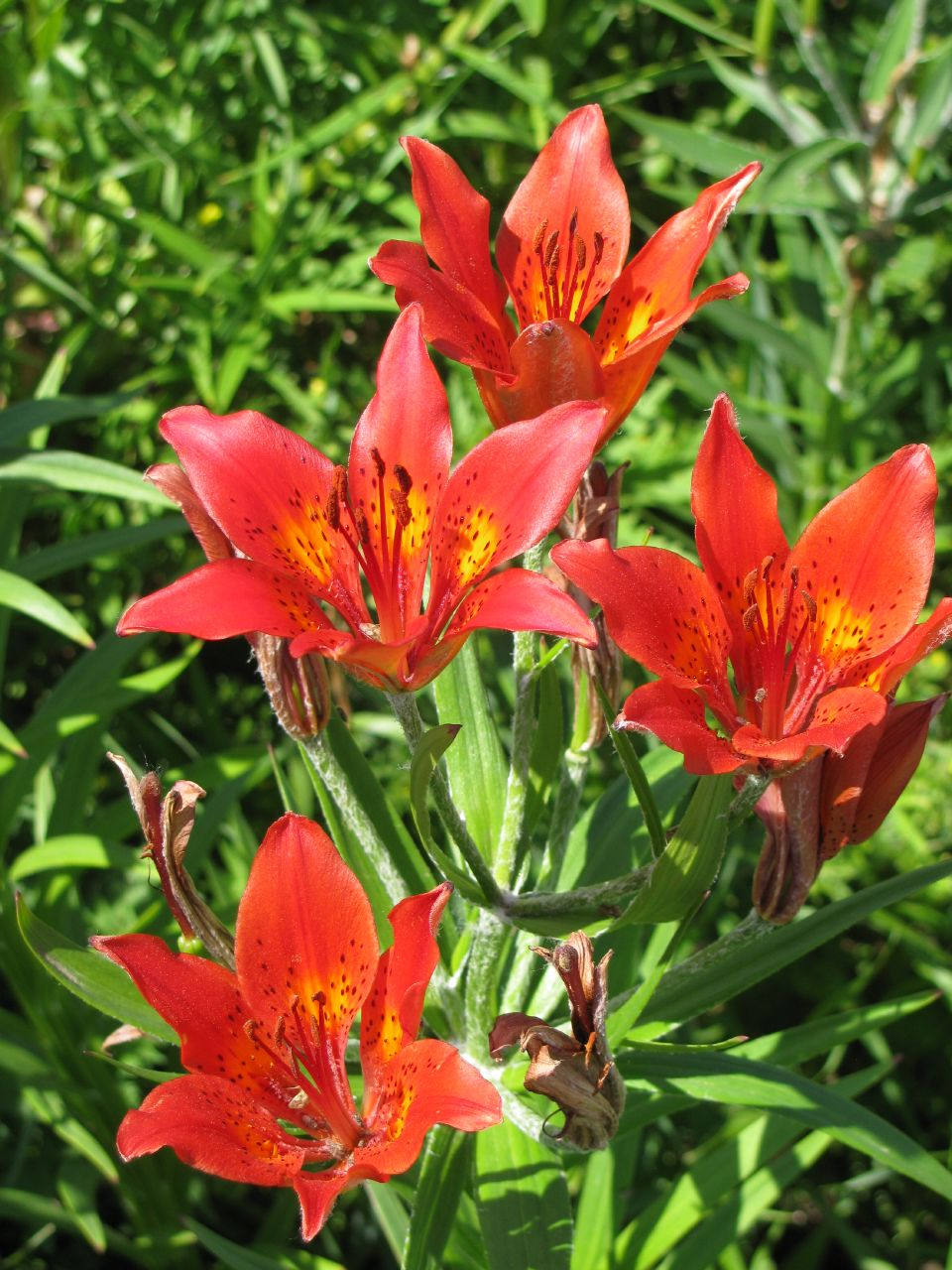